# 忻州西站
忻州西站位于中华人民共和国山西省忻州市忻府区九原街街道解原村，是大西高速铁路上的高铁站，于2018年9月28日启用，由中国铁路太原局集团原平车务段管辖。

## 历史
- 2018年9月28日启用。

## 车站结构
本站布局为2台5线。
| 西↑ |      |                                                              |  |
|     | 3    | 到发线                                                       |  |
|     | 岛式 |                                                              |  |
|     | 2    | 到发线                                                       |  |
| Ⅱ道 | 无   | （阳曲西站）大西高速铁路 上行正线 往怀仁东站方向（原平西站） |  |
| Ⅰ道 | 无   | （阳曲西站）大西高速铁路 下行正线 往西安北站方向（原平西站） |  |
|     | 1    | 到发线                                                       |  |
|     | 侧式 |                                                              |  |
| 东↓ | 站房 | 进出站、接驳交通                                             |  |

## 車站周邊
- 中关村e谷（忻州）大学生创业园
- 忻州市人力资源市场
- 九原街初级中学校